# Ligne de Guingamp à Carhaix
La ligne de Guingamp à Carhaix est une ligne ferroviaire française à écartement standard et à voie unique de la région Bretagne. C'est une ancienne ligne du réseau breton à voie métrique, transformée à l'écartement normal en 1967. Elle porte le n° 485 000 sur le réseau ferré national français.
Comme la ligne de Guingamp à Paimpol, elle est exploitée en affermage par Transdev Rail (anciennement la société des Chemins de fer et transport automobile) pour le compte de la Société nationale des chemins de fer français (SNCF).

## Tracé
Les 53 kilomètres du tracé sont essentiellement dans le département des Côtes-d'Armor, seul le terminus de Carhaix étant dans le département voisin du Finistère.
La ligne a son origine en gare de Guingamp où elle est reliée à la ligne de Paris-Montparnasse à Brest. Après un court tronçon commun avec la ligne de Guingamp à Paimpol, parallèlement à la ligne de Paris-Montparnasse à Brest, elle franchit le Trieux sur le viaduc sud de Sainte-Croix (Le viaduc nord étant affecté à la ligne de Paris-Montparnasse à Brest) avant de bifurquer ensuite vers le sud pour remonter la vallée du ruisseau du Bois de la Roche. Elle passe ensuite à Moustéru avant d'atteindre le haut de la vallée près de Coat-Guégan. 
Par un tracé proche de celui du tronçon de l'ancienne route nationale 787 (devenu RD 787), elle descend pour passer à Pont-Melvez, puis atteint son point culminant près de Plougonver. Toujours à proximité de la RD 787, elle descend la vallée de l'Hyères en passant par Les Mais avant d'arriver à Callac devenue la seule gare intermédiaire. Elle continue dans la vallée de l'Hyère jusqu'à son terminus de Carhaix en passant par Le Pénity et Carnoët - Locarn.

## Histoire
Une ligne de Carhaix à Guingamp, par Callac, est programmée par la loi du 17 juillet 1879, ; elle porte le numéro 70 du Plan Freycinet. Les ingénieurs de l'État se mettent dès le début de l'année 1880 à la réalisation d'un avant-projet qui est approuvé 11 avril 1881. La loi de déclaration d'utilité publique de la ligne est promulguée le 25 juillet 1882,. L'Administration centrale reçoit le projet de tracé et de terrassement pour une voie à écartement normal en septembre 1883.

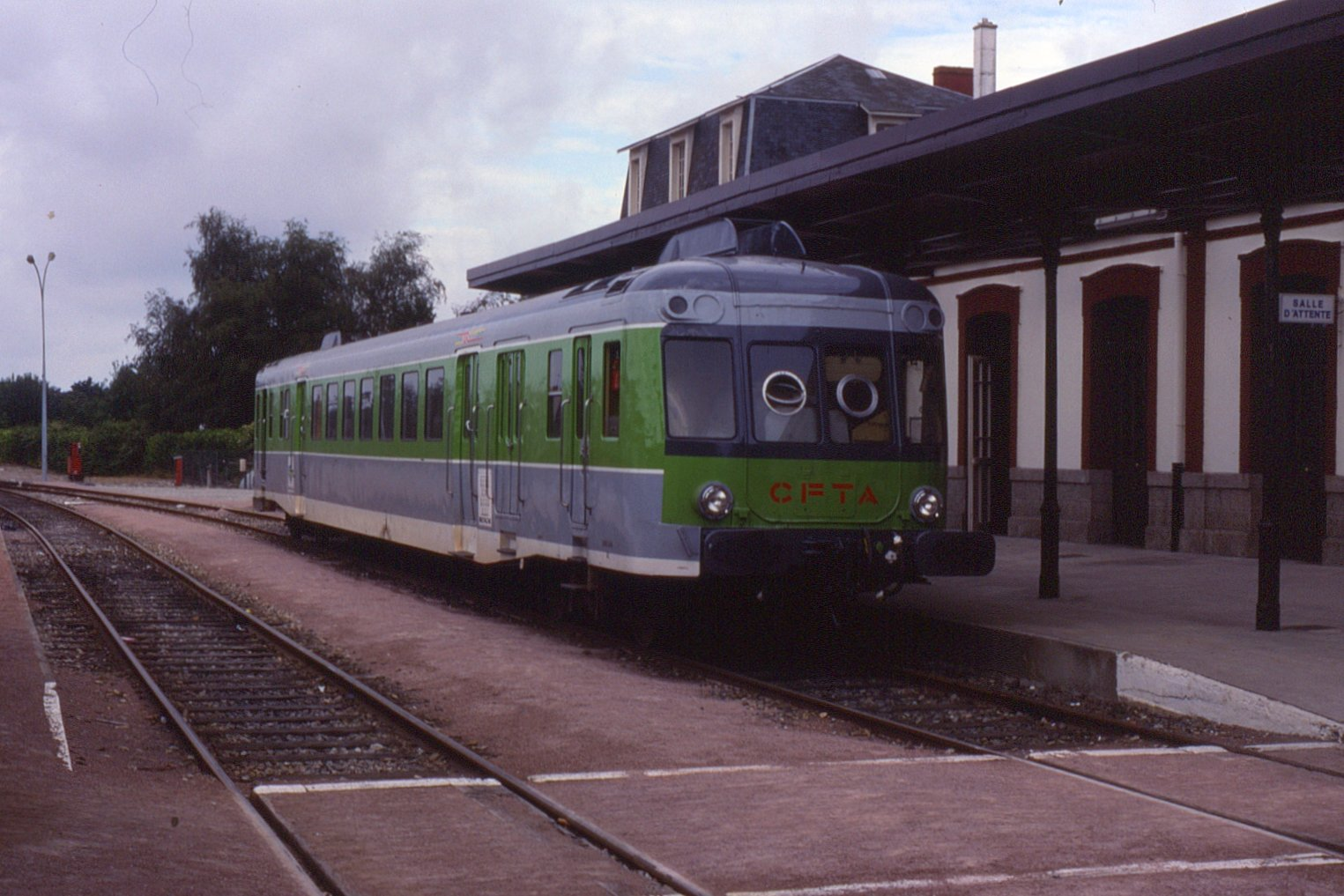
Autorail X 2416 rénové en gare de Carhaix en 1990.

Par ailleurs, la Compagnie des chemins de fer de l'Ouest s'est intéressée à diverses lignes du plan Freycinet, notamment celles situées en centre Bretagne. Elle signe le 17 juillet 1883 une convention lui permettant d'en obtenir la concession à titre provisoire. Cette convention est approuvée par une loi le 20 novembre suivant. 

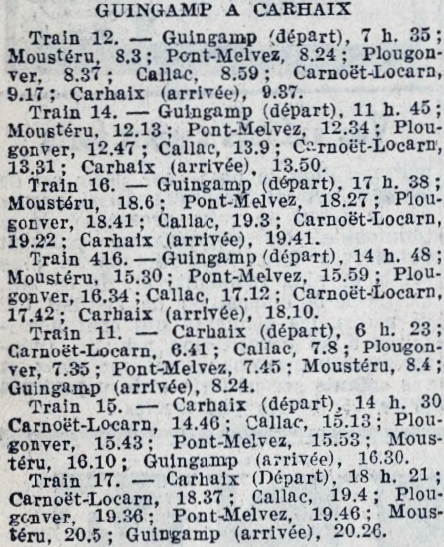
Horaires des trains de la ligne ferroviaire Guingamp - Carhaix en mai 1928.

Elle propose en 1884 d'en réduire le coût en utilisant une voie à écartement métrique. Cette proposition est acceptée par l'État. La ligne de Carhaix à Guingamp est donc concédée à titre définitif par l'État à la Compagnie des chemins de fer de l'Ouest par une convention signée entre le ministre des Travaux publics et la compagnie le 25 mars 1885. Cette convention est approuvée par une loi le 10 décembre 1885. Les services de l'État fournissent à la compagnie l'ensemble des dossiers constitués pour l'établissement de la ligne à voie normale.
Les ingénieurs de la compagnie se mettent au travail, apportant des modifications au projet des services de l'État. Afin de ne pas augmenter les charges avec des lignes ayant un rapport estimé faible, la compagnie signe le 5 mars 1886, avec la Société générale des chemins de fer économiques (SE) une convention de mise en affermage de l'exploitation des lignes du réseau breton dont fait partie la ligne de Guingamp à Carhaix. 
Cette convention a été approuvée par décret le 5 mars 1887. L'ouverture de la ligne  par la SE intervient le 24 septembre 1893. Il faut 2 h 10 pour faire le trajet dans sa totalité. 
En 1966, la SE, toujours société fermière de la ligne devient la Société générale de chemins de fer et de transports automobiles (CFTA). L'affermage de la ligne est régulièrement reconduit à cette société.
En 2009, le trafic voyageurs est en progression de plus de 10 000 voyageurs, par rapport à 2007, et atteint 60 000.